# Happy Bird
Happy Bird was een Duits platenlabel waarop voornamelijk  jazz en blues uitkwam. Het werd opgericht in 1974 en was actief tot halverwege de jaren tachtig. Later werd het label aangekocht door Music Distributor.
Het label bracht slecht een paar eigen producties uit. De uitgaven waren licentie-uitgaven of muziek die in andere landen door andere labels werd uitgebracht. 
Het label moet niet verward worden met het gelijknamige platenlabel uit Ghana, Happy Bird.